# Maurycy Karasowski
Maurycy Karasowski, född 22 september 1823 i Warszawa, död 20 april 1892 i Dresden, var en polsk cellist och musikkritiker. 
Karasowski blev 1851 cellist vid Stora operan i Warszawa, gjorde studieresor 1858 och 1860 till Tyskland och Paris samt var från 1864 cellist och kunglig kammarmusiker i Dresden. Han skrev på polska språket arbeten om den polska operans historia (1859), Wolfgang Amadeus Mozarts levnad (1868) och en i flera avseenden förtjänstfull biografi över Frédéric Chopin, i tysk edition Friedrich Chopin, sein Leben, seine Werke und Briefe (1877; tredje upplagan 1881).